# Nikki Dane Productions
Nikki Dane Productions er et dansk interessentskab, der producerer pornografiske film. Nikki Dane Productions består af Nikki Dane og hendes mand Allan Kurt Andersen.